# Theodor Duesterberg

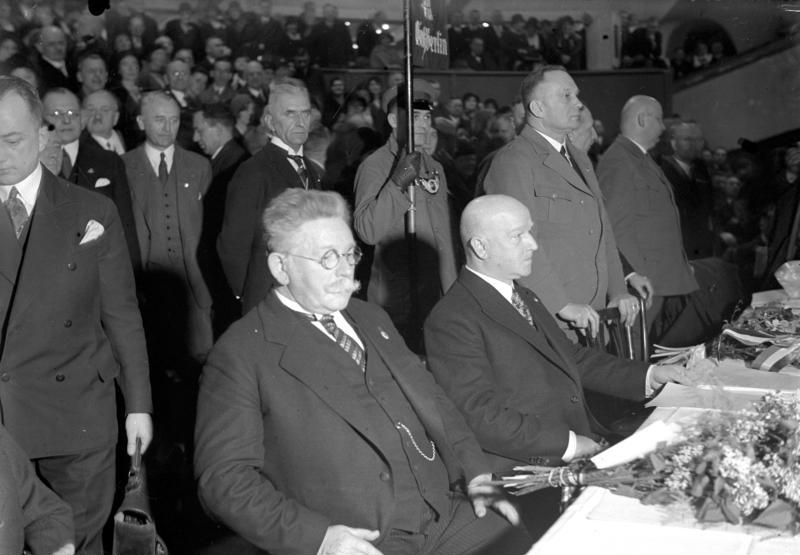
Alfred Hugenberg (links) und Theodor Duesterberg bei der Versammlung der Deutschnationalen zur Präsidentenwahl im Sportpalast in Berlin (März 1932)

Theodor Duesterberg (* 19. Oktober 1875 in Darmstadt; † 4. November 1950 in Hameln) war in der Weimarer Republik Spitzenfunktionär und langjähriger Vorsitzender des deutschnationalen paramilitärischen Stahlhelmbundes.

## Leben
Theodor Duesterberg war der Sohn des Generalarztes Georg Duesterberg und seiner Frau Elis, geborene Collmann. 1893 trat er nach einer Ausbildung in den Kadettenanstalten in Potsdam und Groß-Lichterfelde in die Preußische Armee ein. 1900/01 war er Mitglied des anlässlich des Boxeraufstands nach China entsandten ostasiatischen Expeditionskorps. Zwei Jahre später wurde Duesterberg zum Offizier ernannt.
Während des Ersten Weltkriegs war Duesterberg im Kriegsministerium als Leiter der Abteilung Verbündete Heere tätig und wurde schließlich zum Oberstleutnant befördert.

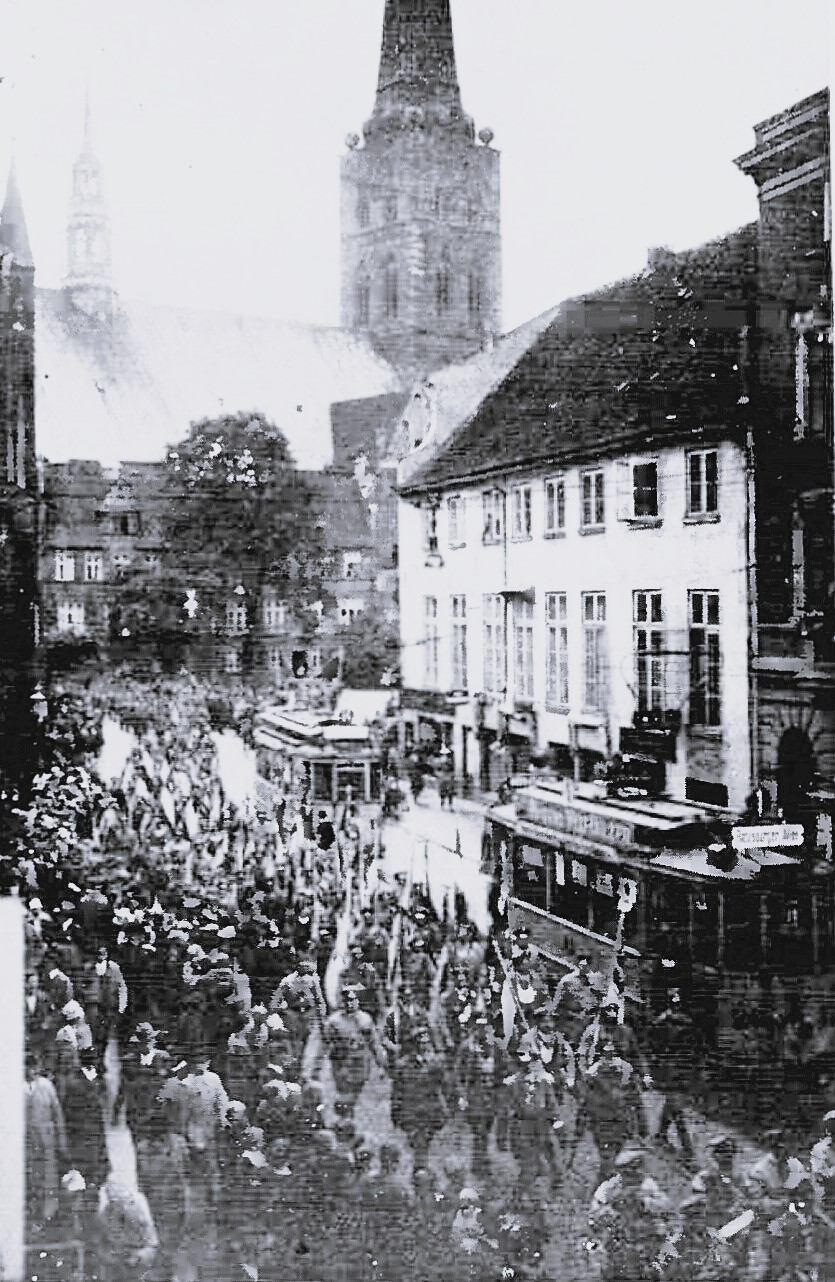
Eine Fahnenabteilung zieht am Stahlhelm- und Treubundtag an der Führung vorbei.

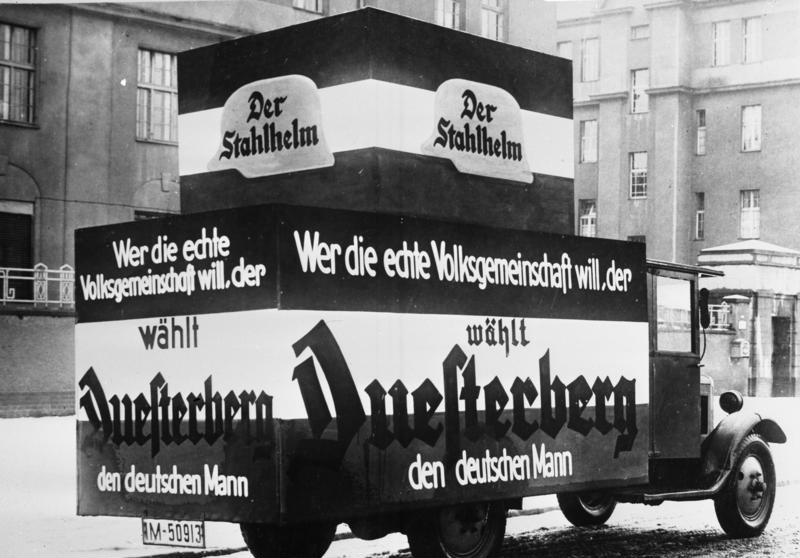
Wahlwerbung für Duesterberg im Jahr 1932

Aus Protest gegen den Friedensvertrag von Versailles quittierte er den Dienst 1919, hörte Geschichtsvorlesungen an der Berliner Universität und beschloss, sich politisch zu engagieren. Im gleichen Jahr trat er der Deutschnationalen Volkspartei (DNVP) bei und wurde im Oktober zum Parteisekretär in Halle (Saale) ernannt. Er verließ die Partei aber 1923 nach mehreren Meinungsverschiedenheiten mit der Parteiführung wieder und schloss sich nun dem monarchistisch-nationalistischen Wehrverband Stahlhelm an. Duesterberg machte hier schnell Karriere, noch im Jahr seines Beitritts wurde er Führer des von ihm aufgebauten Verbands Mitteldeutschland und ein Jahr später bereits gemeinsam neben Franz Seldte einer der beiden Bundesführer. Im September dieses Jahres fand in Lübeck der Stahlhelm- und Treubundtag statt. Nachdem sie, wie schon einst der Kaiser, vor dem Hauptbahnhof die Front der Ehrenkompanie abgenommen hatten, zog der etwa 2 km lange über 5000 Teilnehmer mit mindestens 100 Fahnen und mehreren Musikkapellen zählende Festmarsch Ehemaliger durch die Stadt zum Hindenburghaus. In der Burgstraße passierte er die Führung.

„Der Stahlhelm und Hitler“ von Duesterberg aus dem Jahre 1949.

1929 initiierte der Stahlhelm gemeinsam mit der DNVP und der NSDAP ein Volksbegehren gegen den Young-Plan. Zwei Jahre später setzte sich Duesterberg für die Zusammenarbeit des Stahlhelms mit DNVP, NSDAP und anderen anti-republikanischen Gruppierungen der extremen Rechten in der recht brüchigen Harzburger Front und in der Gesellschaft zum Studium des Faschismus ein. Bei der Reichspräsidentenwahl 1932 wurde Duesterberg von der DNVP als Kandidat aufgestellt, schnitt jedoch, vielleicht beeinflusst durch die Diskreditierung von Seiten der NSDAP als „Vierteljude“, mit 6,8 % der Stimmen im ersten Wahlgang schlecht ab und zog seine Kandidatur als Reichspräsident zurück. Trotz der Kampagne wurde ihm 1933 ein Posten im überstürzt gebildeten Kabinett Hitler als Arbeitsminister angeboten, den dann aber Franz Seldte einnahm. Auf Grund der Gleichschaltung des Stahlhelms gab Duesterberg den Vorsitz dort auf.
Nach dem sogenannten Röhm-Putsch wurde Duesterberg 1934 kurzfristig im KZ Dachau gefangengehalten. Nach seiner Entlassung aufgrund persönlicher Intervention Hindenburgs wurde es um seine Person ruhig. Es ist bekannt, dass er Kontakt zu Carl Friedrich Goerdeler suchte, jedoch nie direkten Widerstand gegen den Nationalsozialismus leistete.
1949 veröffentlichte er die Schrift Der Stahlhelm und Hitler, in der er seine politische Tätigkeit verteidigte und seine Distanz zum Nationalsozialismus hervorhob.

## Schriften
- Der Stahlhelm und Hitler. Mit einem Geleitwort von Wolfgang Müller. Wolfenbütteler Verlagsanstalt, Wolfenbüttel und Hannover 1949.